# Corea del Sur en los Juegos Paralímpicos de Turín 2006
Corea del Sur estuvo representada en los Juegos Paralímpicos de Turín 2006 por tres deportistas masculinos. El equipo paralímpico surcoreano no obtuvo ninguna medalla en estos Juegos.